# 守護神伝 -第二章-
『守護神伝 -第二章-』（しゅごしんでん だいにしょう、原題：Keeper Of The Seven Keys Part 2）は、ドイツのヘヴィメタルバンド、ハロウィンが1988年9月21日に発表した3rdアルバム。このバンドは前作『守護神伝 -第一章-』により国際的スターダムへの階段を上がり、『守護神伝 -第二章-』はその続編となる。
このアルバムは既知のメタルから派生したメロディックスピードメタル（パワーメタル）の分かりやすいメロディで構成されている。ハロウィンはこのジャンルの序幕となるともいわれる。彼らの代表曲「イーグル・フライ・フリー」や、1stシングル「DR. STEIN」、2ndシングル「アイ・ウォント・アウト」が収録されているこのアルバムは、ヘヴィメタルとしては異例の大ヒットをした名盤として名声を獲得している。

## 収録曲
1. インヴィテーション Invitation
（作詞・作曲：Weikath / 編曲：Helloween）
2. イーグル・フライ・フリー　Eagle Fly Free
（作詞・作曲：Weikath / 編曲：Helloween）
ハロウィンの最もよく知られる曲の一つ。「ヤンキードゥードゥル」（「アルプス一万尺」）のようなリフが展開するメロディアスな曲[注釈 1]。レインボーなどの先人を受け継いだハロウィンによるメロスピの古典的作品。歌詞は戦争、環境汚染、人種差別など未解決の事態に甘んじている世界にアプローチし、ワシ（イーグル）[注釈 2]のように自由に飛行せんとするメッセージに到達する。
3. ユー・オールウェイズ・ウォーク・アローン You Always Walk Alone
（作詞・作曲：Kiske / 編曲：Helloween）
4. ライズ・アンド・フォール Rise and Fall
（作詞・作曲：Weikath / 編曲：Helloween）
5. DR. STEIN Dr. Stein
（作詞・作曲：Weikath / 編曲：Helloween）
3rdシングル。
6. ウィ・ゴット・ザ・ライト We Got the Right
（作曲：Kiske / 編曲：Helloween）
7. マーチ・オブ・タイム March of Time
（作詞・作曲：Hansen / 編曲：Helloween）
8. アイ・ウォント・アウト I Want Out
（作曲：Hansen / 編曲：Helloween）
4thシングル。
9. 守護神伝 Keeper of the Seven Keys
（作詞・作曲：Weikath / 編曲：Helloween）
アルバム表題曲。13分超の長尺。
10. セイヴ・アス Save Us
（作曲：Hansen / 編曲：Helloween）

### エクスパンディッド・エディション・ボーナス・ディスク
1. サヴェッジ Savage
3rdシングルc/w曲。
2. リヴィン・エイント・ノー・クライム Livin' Ain't No Crime
3rdシングルc/w曲。
3. ドント・ラン・フォー・カヴァー Don't Run For Cover
4thシングルc/w曲。
4. DR.STEIN〔リミックス〕 Dr.Stein (Remix)
コンピレーションアルバム『Treasure Chest』収録バージョン。
5. 守護神伝〔リミックス〕 Keeper of the Seven Keys (Remix)
コンピレーションアルバム『Treasure Chest』収録バージョン。

## 参加ミュージシャン
- マイケル・キスク - vocals
- カイ・ハンセン - guitar
- マイケル・ヴァイカート - guitar, keyboards
- マーカス・グロスコフ - bass, fretless bass in "Eagle Fly Free"
- インゴ・シュヴィヒテンバーグ – drums

## チャート
| チャート (1988年)                      | 最高 順位 |
| -------------------------------------- | --------- |
| オーストリア (Ö3 Austria)              | 9         |
| オランダ (MegaCharts)                  | 26        |
| フィンランド (Suomen virallinen lista) | 2         |
| ドイツ (Offizielle Top 100)            | 5         |
| 日本 (Oricon)                          | 27        |
| ノルウェー (VG-lista)                  | 12        |
| スウェーデン (Sverigetopplistan)       | 7         |
| スイス (Schweizer Hitparade)           | 6         |
| UK アルバムズ (OCC)                    | 24        |
| US Billboard 200                       | 108       |

| チャート (1988年)            | 順位 |
| ---------------------------- | ---- |
| ヨーロッパ・アルバムチャート | 99   |
| ドイツ・アルバムチャート     | 65   |

## 認定
| 国/地域                    | 認定 | 認定/売上数 |
| -------------------------- | ---- | ----------- |
| ドイツ (BVMI)              | Gold | 250,000^    |
| 日本 (RIAJ)                | Gold | 100,000^    |
| ^ 認定のみに基づく出荷枚数 |      |             |